# Pădureni (gmina Popești)
Pădureni – wieś w Rumunii, w okręgu Jassy, w gminie Popești. W 2011 roku liczyła 94 mieszkańców.